# غريس نيفيل
غريس نيفيل (بالإنجليزية: Grace Neville)‏ هي كاتبة سيناريو أمريكية، ولدت في 6 يونيو 1898 في تشاتانوغا في الولايات المتحدة، وتوفيت في 31 مارس 1973 في لوس أنجلوس في الولايات المتحدة.

## وصلات خارجية
- غريس نيفيل على موقع IMDb (الإنجليزية)
- غريس نيفيل على موقع ألو سيني (الفرنسية)
- غريس نيفيل على موقع أول موفي (الإنجليزية)
- غريس نيفيل على موقع قاعدة بيانات الفيلم (الإنجليزية)
- غريس نيفيل على موقع كينوبويسك (الروسية)